# Света Богородица Керска
„Света Богородица Керска“ (на гръцки: Εκκλησία της Παναγίας της Κεράς) е църква на остров Крит, областна единица Ласити в Гърция с едни от най-добре запазените на острова стенописи от византийския период.
Разположена е в планината Дикти на около 1 km от село Крица. Не е известна точната дата на изграждане на храма, но най-старите му части, централният кораб и сводестият купол са издигнати и изографисани през XIII в. Обновен е през 1722 г. от семейство Манагарис.
В църквата има икона на Дева Мария, за която се вярва, че е чудотворна. Първоначално такава икона, посветена на Божията майка, се е съхранявала в храма и на няколко пъти е била местена (напр. за известен период от време е отнесена в Константинопол), но всеки път е връщана отново. Но когато венецианците завладяват острова, един търговец я открадва през 1498 г. и тя никога повече не е върната на Крит. Отначало е занесена в църквата Св. Матей в Рим, където стои до 1799 г., след това в манастира Св. Евседий до 1927 г. и накрая е прехвърлена в църквата Св. Алфонс в Рим, където е и до днес. Чак през 1735 г. е донесено нейно копие в тукашната църква, изрисувано от неизвестен художник, което и сега може да се види тук.